# Анджей Тенчинський (стрийський староста)
Анджей Тенчинський (пол. Andrzej Tęczyński, *20 вересня 1576—квітень 1613, Варшава) — каштелян Віслиці у 1603 році, каштелян белзський у 1612—1613 роках, староста стрийський.
Син Анджея Тенчинського, краківського воєводи. Одружений з Катериною Лещинською, дочкою Яна (Анджея?) Лещинського та Софії Ядвіги Опалінської. Похований під костольом в Сташуві.